# Prosoplus atlanticus
Prosoplus atlanticus är en skalbaggsart. Prosoplus atlanticus ingår i släktet Prosoplus och familjen långhorningar.

## Underarter
Arten delas in i följande underarter:
- P. a. atlanticus
- P. a. trukensis
- P. a. kusaiecus